# René Domingo
René Domingo (Sourcieux-les-Mines, 28 de diciembre de 1928-Clermont-Ferrand, 13 de junio de 2013) fue un jugador de fútbol profesional francés que jugaba en la demarcación de centrocampista.

## Biografía
René Domingo ha desarrollado toda su carrera como jugador profesional con el AS Saint-Étienne, desde 1949 hasta 1964, disputando un total de 537 partidos, 423 de ellos en la Ligue 1. Además disputó 424 partidos con el brazalete de capitán, especialmente durante la Copa Latina en 1957 y los primeros enfrentamientos europeos.
«Su mejor recuerdo es la camiseta verde» es la frase dicha en la entrega de la Copa de Francia de Fútbol de 1962 por el General De Gaulle, la primera copa de Francia ganada por el Saint-Étienne. Mientras tanto, René Domingo, que además fue convocado por la selección de fútbol de Francia, ganó dos títulos de liga en Francia en 1957 y 1964.
Su carrera se terminó en Valenciennes el 19 de enero de 1964. A los 35 años, el capitán indiscutible del entrenador Jean Snella no puede resistir una carga del norteño Bolec Kocik. Una fractura en ambas piernas terminó su carrera.
René Domingo falleció el 13 de junio de 2013 en Clermont-Ferrand a los 84 años de edad.

## Clubes
| Club             | País    | Año         | Partidos | Goles |
| ---------------- | ------- | ----------- | -------- | ----- |
| AS Saint-Étienne | Francia | 1949 - 1964 | 537      | 44    |

## Palmarés
- Ligue 1: 1956/57, 1963/64
- Copa de Francia de Fútbol: 1962
- Copa Charles Drago: 1955, 1958
- Supercopa de Francia: 1957, 1962
- Ligue 2: 1963